# 長白山駅

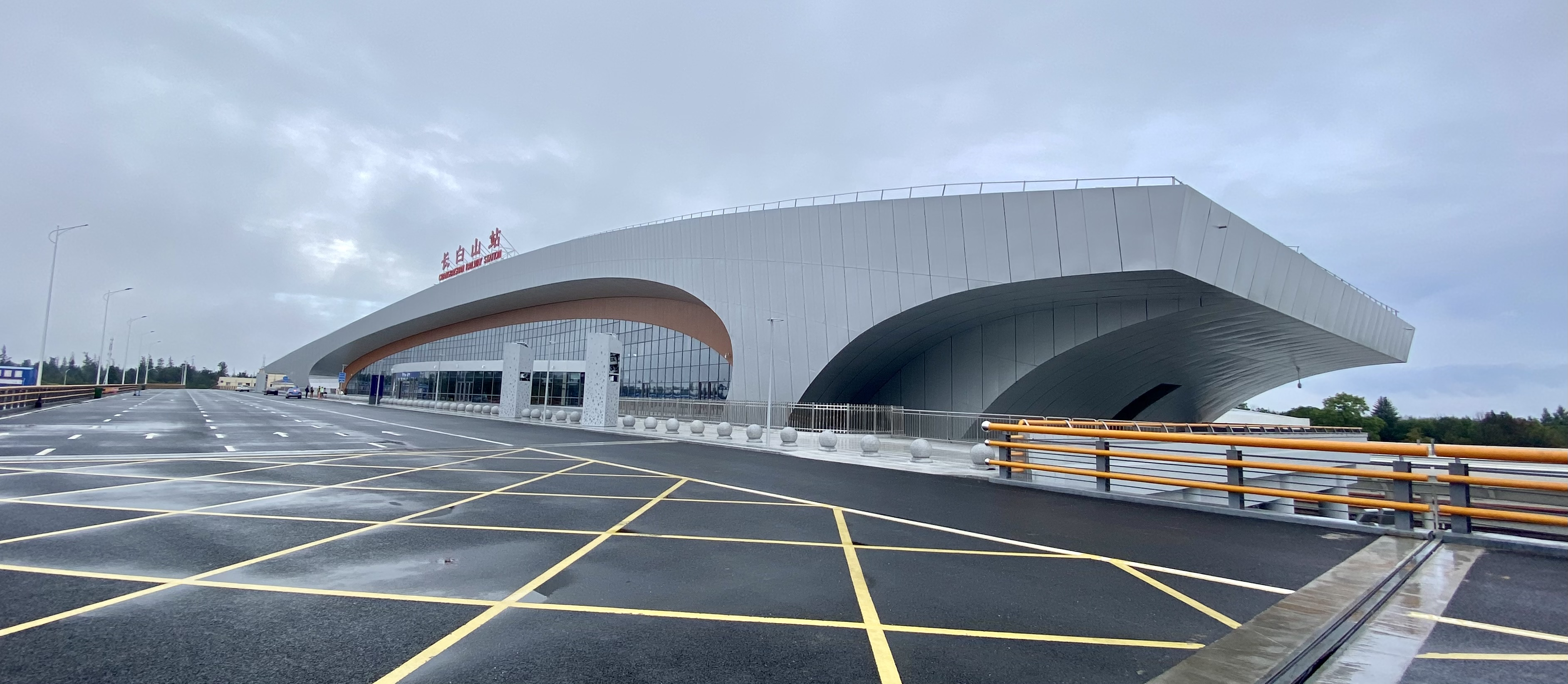
長白山駅の外観

長白山駅（ちょうはくざんえき、中国語: 长白山站）は、中国吉林省安図県にある敦白旅客専用線の終着駅である。2021年12月24日に開業し、二道白河鎮（中国語：二道白河镇）と長白山風景区にサービスを提供している。
この駅は渾白線および白和線上の白河駅から北1キロメートルの、風光明媚な森林地帯にある。

## 参照項目
- 長白山の交通